# Vladimir Samsonov
Vladimir Samsonov (blr. Vladimir Samsonov; Minsk, 17. april 1976), je bivši sovjetski i sadašnji beloruski stonoteniser sa izvrsnim forhend servisima. 
Jedan je od najboljih evropskih stonotenisera. Karijeru je počeo sa 6 godina u Minsku istakavši se u mlađim kategorijama osvajanjem 13 zlatnih medalja na evropskim prvenstvima za mlađe uzraste.
U karijeri se može pohvaliti titulom viceprvaka sveta iz 1997. (izgubio od Valdnera) i sa tri titule evropskog prvaka (1998, 2003. i 2005). Pobednik je Svetskog kupa 1999. i 2001. i finala Pro Toura 1997. godine.
Četiri puta je osvojio Top 12 turnir. Ima i titulu reprezentativnog prvaka starog kontinenta iz 2003, kada su u finalu Belorusi savladali Nemce.